# Gacokwe
Gacokwe är ett periodiskt vattendrag i Burundi.   Det ligger i provinsen Karuzi, i den centrala delen av landet, 90 kilometer nordost om huvudstaden Bujumbura.
Omgivningarna runt Gacokwe är en mosaik av jordbruksmark och naturlig växtlighet. Runt Gacokwe är det tätbefolkat, med 369 invånare per kvadratkilometer.